# Gasa-Dzong

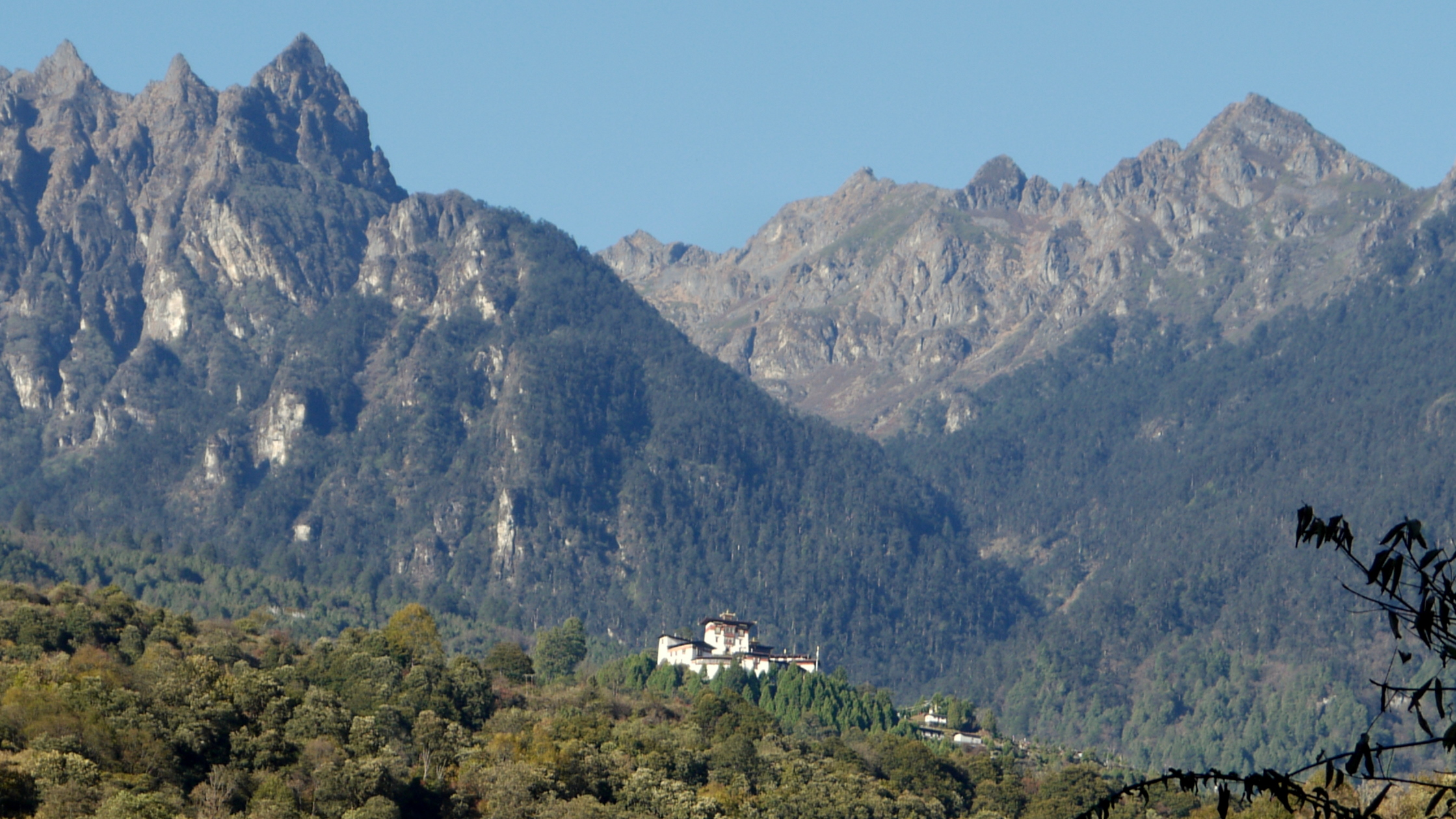
Lage des Gasa-Dzong im Bergland von Gasa

Der Gasa-Dzong, auch Gasa-Tashi-Tongmön-Dzong, nahe der Stadt Gasa ist das Verwaltungszentrum des Distrikts Gasa im Nordwesten Bhutans.
Die Klosterfestung wurde im 17. Jahrhundert von Tenzin Drukdra, dem zweiten Desi von Bhutan, errichtet. Zuvor befand sich an dieser Stelle ein Meditationsort, den im 13. Jahrhundert Drubthob Terkungpa gegründet hatte. Der Dzong wurde als Bollwerk gegen Angriffe aus dem Norden errichtet. Er wurde später durch den vierten Desi Gyalse Tenzin Rabgye erweitert.
Der Dzong liegt auf einem nach Osten ausgerichtetem Hang. Anders als andere Dzongs hat der Gasa Dzong eine annähernd kreisförmige Gestalt mit drei Ta Dzong genannten Wachttürmen an strategisch wichtigen Punkten. Der dreistöckige Utse, der zentrale Turmbau des Dzong, wurde direkt über der Höhle errichtet, in der der Legenda nach der Tibetische Heilige Drubthob Terkungpa meditiert haben soll.
Im Januar 2008 wurde der Gasa-Dzong bei einem Brand schwer beschädigt.
Im Sommer 2014 begannen mit Unterstützung der indischen Regierung die Wiederaufbauarbeiten die bis 2018 abgeschlossen sein sollen.
Ende 2016 wurde der Serto  auf dem Utse angebracht. Arbeiten an Drasha, dem Wohnquartier der Mönche, Tshokkhang, dem doppelstöckigen Speisesaal, dem Gebäude für die Bezirksverwaltung und Gasalamai Singye Zimgchung, der Residenz, kommen gut voran. Die Holzarbeiten sind abgeschlossen, mit den Mauerarbeiten wurde 
begonnen.